# Cazenovia (jezioro)
Jezioro Cazenovia – jezioro w Stanach Zjednoczonych, w stanie Nowy Jork, w hrabstwie Madison. Jezioro jest położone 32 km od miasta Syracuse.

## Opis
Powierzchnia jeziora wynosi 4,7 km², a lustro wody położone jest 363 m n.p.m. Maksymalna długość jeziora wynosi 6,3 km, a maks. szerokość – 0,8 km. Maksymalna głębokość jeziora wynosi 14 m. Z jeziora wypływa Chittenango Creek.
Ryby występujące w jeziorze to: bass wielkogębowy, bass małogębowy, bass czerwonooki, szczupak czarny, bass słoneczny, Pomoxis nigromaculatus, sandacz amerykański, bass niebieski, okoń żółty, Catostomus commersonii oraz sumik karłowaty. Jezioro zamieszkują także inwazyjne, uznawane za szkodniki, racicznice zmienne.

## Historia
Jezioro powstało w dolinie utworzonej poprzez proces wycofywania się lodowca podczas ostatniego zlodowacenia.
Przed osiedleniem się osadników na terenach Stanów Zjednoczonych jezioro było znane Oneidom jako Owagehaga bądź Owahgenah, Onondagowie zaś nazywali jezioro Hohwahgeneh. Wszystkie nazwy oznaczają jezioro okonia. Dawniej jezioro było znane jako Jezioro Canaseraga.